# Parfumerie Fragonard
Pour les articles homonymes, voir Fragonard.
 (mars 2023).
La parfumerie Fragonard est une des plus anciennes parfumeries de Grasse (Côte d'Azur, France). L'usine historique et le siège social se situent au 20 boulevard Fragonard.

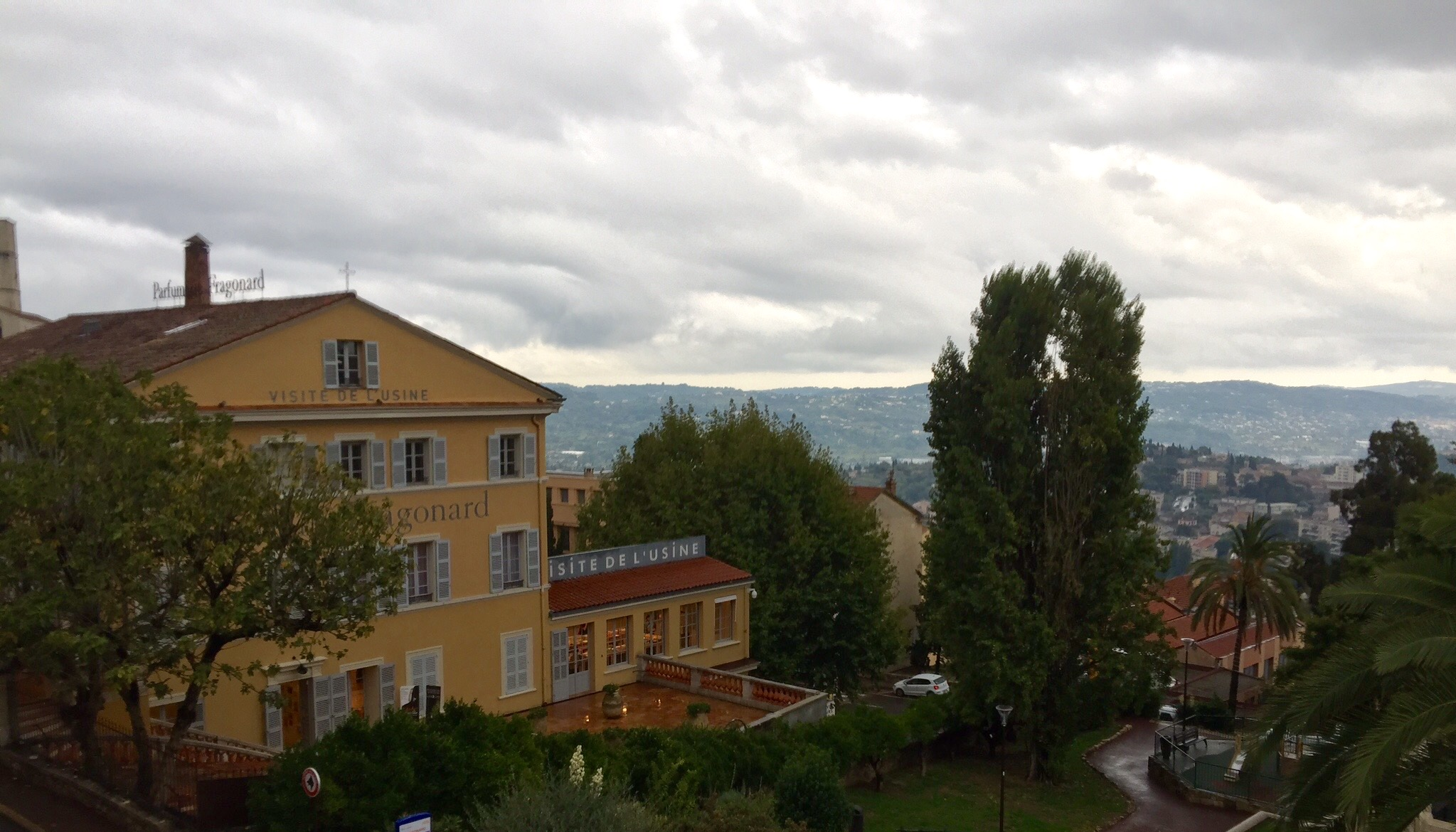
Vue sur la maison Fragonard avec la ville de Grasse en arrière-plan.

Fondée en 1926 par un ancien notaire parisien, Eugène Fuchs, elle est installée depuis cette époque dans une des plus anciennes fabriques de la ville qui fut bâtie par le parfumeur Claude Mottet en 1841. Elle est ainsi nommée en hommage au grand peintre local Jean-Honoré Fragonard, lui-même fils d'un maître gantier parfumeur à la cour.
Fragonard ouvre sa première boutique parisienne en 1936 au 9 rue Scribe, après avoir lancé deux parfums qui connaissent le succès.
L'entreprise possède le Musée du Parfum (Paris), un musée gratuit présentant des objets rares qui évoquent l'histoire de la parfumerie depuis plus de 5 000 ans.
L'entreprise est dirigée par Anne, Françoise et Agnès Costa, arrière-petites-filles d'Eugène Fuchs.

## La Direction de la  parfumerie Fragonard
Elle est aujourd'hui dirigée par Agnès Webster et Françoise Fabre[réf. nécessaire], PDG de l'entreprise[réf. à confirmer].

## Périmètre
En 2023, l'entreprise Fragonard est constituée de trois usines, cinq musées dont le Musée du parfum à Paris, un musée du costume et du bijou provençal. Fragonard possède aussi un musée de peinture 18e siècle autour des œuvres du peintre Fragonard. Il se développe avec une maison d'hôte et un prix littéraire récompensant une autrice étrangère et son traducteur,

## L'évolution du statut juridique de la parfumerie Fragonard
Depuis sa fondation en 1926 jusqu’à la création de son Musée du Parfum, la parfumerie Fragonard ne s’est apparemment pas constituée en tant que société, on peut donc supposer qu’elle n’était à ce moment-là qu’une entreprise individuelle dénuée de personnalité morale. Juridiquement, la date officielle de création de l’entreprise est le 29 décembre 1995, date à laquelle a été effectué l’acte constitutif de l’entreprise, enregistrée auprès du tribunal de commerce de Grasse en tant que Société Anonyme (S.A.) .
Plus tard,[Quand ?] le statut juridique de l’entreprise sera modifié et l’entreprise deviendra une Société par Actions Simplifiée (S.A.S.)
Ainsi, la compagnie financière Costa détient depuis sa création environ 60% des actions (362 694 actions sur 513 500) et encore ce n’est qu’au début. Dans le procès verbal de l’assemblée générale mixte du 14 juin 2002, on observe que les 513 500 actions sont dorénavant détenues par la société Compagnie financière Costa (513 494) actions), Monsieur Jean-François Costa (1 action), Mademoiselle Agnès Webster (1 action), Madame Anne Costa (1 action), Madame Françoise Fabre (1 action), Madame Hélène Costa (1 action) et Madame Edmonde Rebuffel (1 action). On constate donc que la compagnie financière Costa a racheté les parts de la compagnie Florian. Ainsi, la compagnie financière Costa détient depuis cette date plus de 99% des actions de la Parfumerie Fragonard.
L’acte constitutif précise que Madame Françoise Fabre est désignée comme premier administrateur au côté de Jean-François Costa et Agnès Costa, puis elle est nommée directeur général dans le procès verbal du conseil de l’administration du 21 avril 1996. Or, Madame Fabre n’est pas que premier administrateur de la Parfumerie Fragonard mais aussi représentante et gérante de la Compagnie financière Costa selon le procès verbal de l’assemblée générale extraordinaire du 11 mai 1996.
Ainsi, cette entreprise ancienne et familiale voit sa forme, sa structure juridique déterminées par la volonté de laisser une place importante dans la gérance aux arrières petits-enfants d’Eugène Fuchs (Anne, Françoise et Agnès Costa) à travers son principal actionnaire, la compagnie financière Costa. Cet aspect avait écarté la constitution en tant que S.A.R.L. et motivera la constitution en S.A.S lors du procès verbal de l’assemblée générale extraordinaire du 20 décembre 2016.

## Parfums célèbres
- Billet doux (1930)[réf. souhaitée]
- Moment volé (1930)[réf. souhaitée]
- Eau de Hongrie (réédition)
- Belle de Nuit (1946)[réf. souhaitée]
- Soleil (1995)[réf. souhaitée]